# 수어 통역
수어 통역(手語通譯) 또는 수화 통역(手話通譯)은 주로 청각 장애인(농아인, 농인)들의 의사전달을 쓰이는 수화의 국가 공용어로 직업에 종사하는 수어 통역사(手語通譯士)라고 불리며, 손동작으로 동시통역과 순차통역으로 나눌 수 있다.

## 대한민국
1997년에 민간자격제도가 시행되었고, 2006년부터 국가공인시험이 도입을 시작하여, 한국생산성본부에서 시행하는 2019년부터 KPC자격 한국수어교육능력검정시험에 시행하였다.
2020년부터 브리핑, 정책발표, 기자회견 등의 전문 수어 통역사으로 제공된다.

## 일본
1970년대 이후 수화통역사 보급 확산으로 시작하였다.

## 같이 보기
- 수화